# Alice Y. Ting
 (août 2024).
Alice Yen-Ping Ting (chinois : 丁燕萍) est une chimiste américaine d'origine taïwanaise. Elle est professeure de génétique, de biologie et de chimie à l'université Stanford. Elle est également chercheuse au Chan Zuckerberg Biohub (en) et membre de l'Académie nationale des sciences.

## Jeunesse et éducation
Alice Ting est née à Taïwan et immigre aux États-Unis à l'âge de trois ans. Elle grandit au Texas et fréquente l'Académie de mathématiques et de sciences du Texas (en) (TAMS). Elle obtient son Bachelor of Science à l'université Harvard en 1996, en collaboration avec le lauréat du prix Nobel Elias James Corey. Elle obtient son doctorat avec Peter G. Schultz à l'université de Californie à Berkeley en 2000.
Alice Ting complète son stage postdoctoral avec le lauréat du prix Nobel 2008 Roger Tsien.

## Carrière
Ting rejoint le département de chimie du Massachusetts Institute of Technology (en) en 2002, où elle est professeure Ellen Swallow Richards jusqu'en 2016. En 2016, elle rejoint l'université de Stanford, au département de génétique, de biologie et de chimie. Ses recherches exploitent le pouvoir de l'évolution dirigée et de la chimie organique synthétique pour développer de nouvelles méthodes d'étude de la cellule. Elle reçoit de nombreux prix, dont un NIH Director's Pioneer Award (en) en 2008, un Arthur C. Cope Scholar Award en 2010 de l'American Chemical Society, un NIH Transformative R01 Award (en 2013 et 2018), le McKnight Technological Innovations in Neuroscience Award, le Technology Review TR35 Award, la Sloan Foundation Research Fellowship, le Office of Naval Research Young Investigator Award, le Camille Dreyfus Teacher-Scholar Award et le Vilcek Prize for Creative Promise in Biomedical Science en 2012. Ting est chercheuse au Chan Zuckerberg Biohub (en) depuis 2017. Ting est membre de l'Académie nationale des sciences depuis 2023.

### Recherche
Ting et son laboratoire sont reconnus pour avoir développé plusieurs techniques influentes, dont certaines ont été largement adoptées par des chercheurs universitaires et industriels du monde entier. Le marquage de proximité (en) est une méthode de découverte de molécules qui résident à quelques nanomètres (1 à 5 N m) d'une molécule d'intérêt désignée, dans des cellules ou des organismes vivants. La technique consiste à fusionner une enzyme de marquage promiscuité à la molécule d'intérêt, puis à ajouter un substrat à petite molécule qui permet à l'enzyme de marquer de manière covalente n'importe quelle molécule (protéine ou ARN) dans son voisinage immédiat. Le PL est une méthode puissante pour élucider les réseaux de signalisation,, disséquer la fonction moléculaire et potentiellement découvrir de nouveaux gènes de maladie,. Le laboratoire de Ting a développé trois enzymes largement utilisées pour le PL ; toutes ont été conçues à l'aide d'une évolution dirigée : la peroxydase APEX2,, et les ligases de biotine TurboID et miniTurbo.
De plus, Alice Ting et son laboratoire ont développé la streptavidine monovalente, la biotinylation spécifique au site dans les cellules de mammifères, de petits points quantiques monovalents pour l'imagerie de molécules uniques, APEX2 comme étiquette génétique pour la microscopie électronique (analogue à la protéine fluorescente verte mais visible par microscopie électronique), la peroxydase de raifort divisée pour la visualisation des synapses in vivo, FLARE (expression rapide régulée par la lumière et l'activité) pour obtenir un accès génétique aux ensembles neuronaux activés, SPARK (outil d'association de protéines spécifiques donnant une lecture transcriptionnelle avec une cinétique rapide) pour la lecture transcriptionnelle des interactions protéine-protéine, et PRIME (incorporation de sondes médiée par des enzymes) — une technique de marquage des protéines qui permet aux scientifiques de capitaliser sur la luminosité, la photostabilité, la petite taille et la diversité chimique des sondes à petites molécules comme alternative à la protéine fluorescente verte.